# Hymenophyllum paniculiflorum
Hymenophyllum paniculiflorum är en hinnbräkenväxtart som beskrevs av Presl. Hymenophyllum paniculiflorum ingår i släktet Hymenophyllum och familjen Hymenophyllaceae. Inga underarter finns listade.